# زندگی پی (فیلم)
زندگی پای (به انگلیسی: Life of Pi) یک فیلم درام و ماجراجویی به کارگردانی انگ لی که به صورت سه‌بعدی فیلمبرداری شده است. فیلم‌نامه این فیلم توسط دیوید مگی برگرفته از رمانی به همین نام نوشتهٔ یان مارتل، نویسندهٔ کانادایی به رشته تحریر درآمده است. در این فیلم سورج شارما در اولین تجربهٔ بازیگری‌اش، عرفان خان، تابو، ریف اسپال، ژرار دوپاردیو و عادل حسین در نقش‌های اصلی بازی می‌کنند. داستان فیلم دربارهٔ زندگی پسری ۱۶ ساله به نام پای است که از یک سانحهٔ غرق‌شدن کشتی نجات می‌یابد و با یک ببر بنگال در اقیانوس آرام در یک قایق به‌سر می‌برد.
این فیلم اولین نمایش جهانی خود را به عنوان فیلم افتتاحیه پنجاهمین جشنواره فیلم نیویورک در تئاتر والتر رید و تالار الیس تالی در نیویورک سیتی در تاریخ ۲۸ سپتامبر ۲۰۱۲ تجربه کرد. سپس در ۲۱ نوامبر ۲۰۱۲ توسط فاکس قرن بیستم در سینماهای ایالات متحده اکران شد. زندگی پای یک موفقیت تجاری محسوب می‌شد و ۶۰۹ میلیون دلار در سراسر جهان فروش کرد در حالی که ۱۲۰ میلیون دلار بودجه ساخت آن بوده است. این فیلم نامزد یازده جایزه اسکار و سه جایزه گلدن گلوب از جمله بهترین فیلم و بهترین کارگردانی شد. در هشتاد و پنجمین دوره جوایز اسکار انگ لی جایزه اسکار بهترین کارگردانی را برای این فیلم دریافت کرد. جوایز اسکار بهترین فیلم‌برداری و بهترین موسیقی متن اریجینال و بهترین جلوه‌های ویژه نیز به این فیلم تعلق گرفت.

## خلاصهٔ داستان
خانواده‌ای به خاطر شرایط نامناسب مالی مجبور به فروش باغ وحش خود در هند می‌شوند. در پی این معامله، خانواده به‌همراه حیوانات باغ وحش، سوار یک کشتی به مقصد کانادا می‌شوند؛ اما در راه، کشتی غرق می‌شود و از این خانواده، تنها پسری زنده می‌ماند که روی قایقی به‌همراه یک ببر درنده‌خو گیر افتاده است.